# Niitty (centre commercial)
Niitty (en français : Prairie) est un centre commercial du quartier de Niittykumpu à Espoo en Finlande.

## Présentation
Niitty est un petit centre commercial à Niittykumpu le long de la rue Merituulentie et à proximité de la Kehä II et de la Länsiväylä.
Niitty a été construit en 2016 et ouvert à l'été 2017.
La superficie du centre commercial est d'environ 6 500 mètres carrés.
La station de métro Niittykumpu et la plus haute tour résidentielle d'Espoo, Niittyhuippu, sont reliées au centre commercial Niitty.